# Kitantjevo
Kitantjevo (bulgariska: Китанчево) är ett distrikt i Bulgarien.   Det ligger i kommunen Obsjtina Isperich och regionen Razgrad, i den nordöstra delen av landet, 300 km öster om huvudstaden Sofia.
Trakten runt Kitantjevo består till största delen av jordbruksmark. Runt Kitantjevo är det ganska glesbefolkat, med 32 invånare per kvadratkilometer.